# Aulus Larcius Macedo

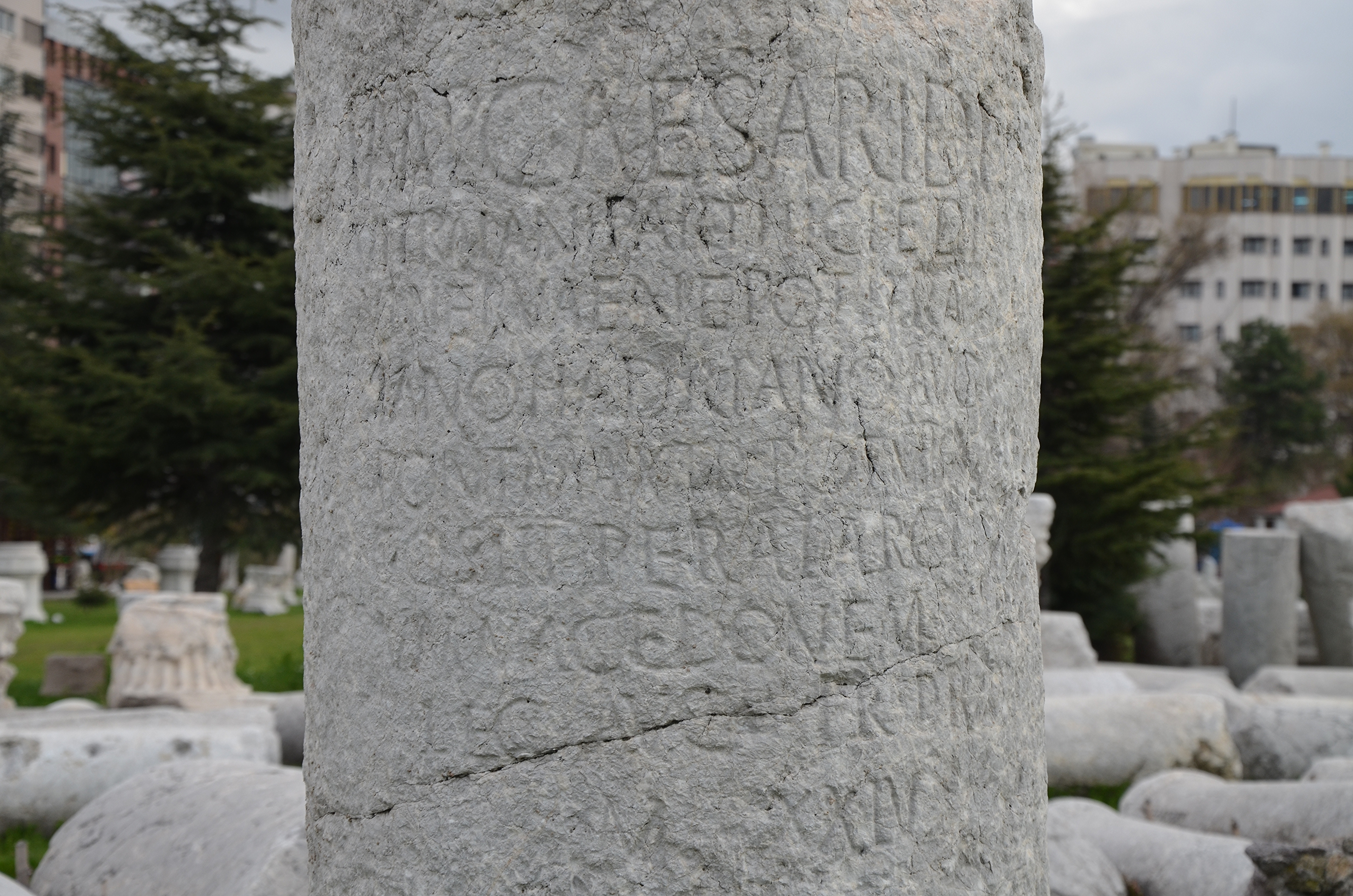
Der Meilenstein

Aulus Larcius Macedo war ein im 1. und 2. Jahrhundert n. Chr. lebender römischer Politiker.
Durch zahlreiche Meilensteine ist belegt, dass Macedo in den Amtsjahren 119/120 bis 122/123 Statthalter (Legatus Augusti pro praetore) in der Provinz Galatia war.
Durch ein Militärdiplom ist belegt, dass er 124 zusammen mit Publius Ducenius Verres Suffektkonsul war; die beiden übten dieses Amt vermutlich von April bis Juni aus. Die beiden Konsuln sind in dieser Funktion auch für den 27. Mai des Jahres durch die Arvalakten nachgewiesen.
Sein Vater war Larcius Macedo.